# 豆炭

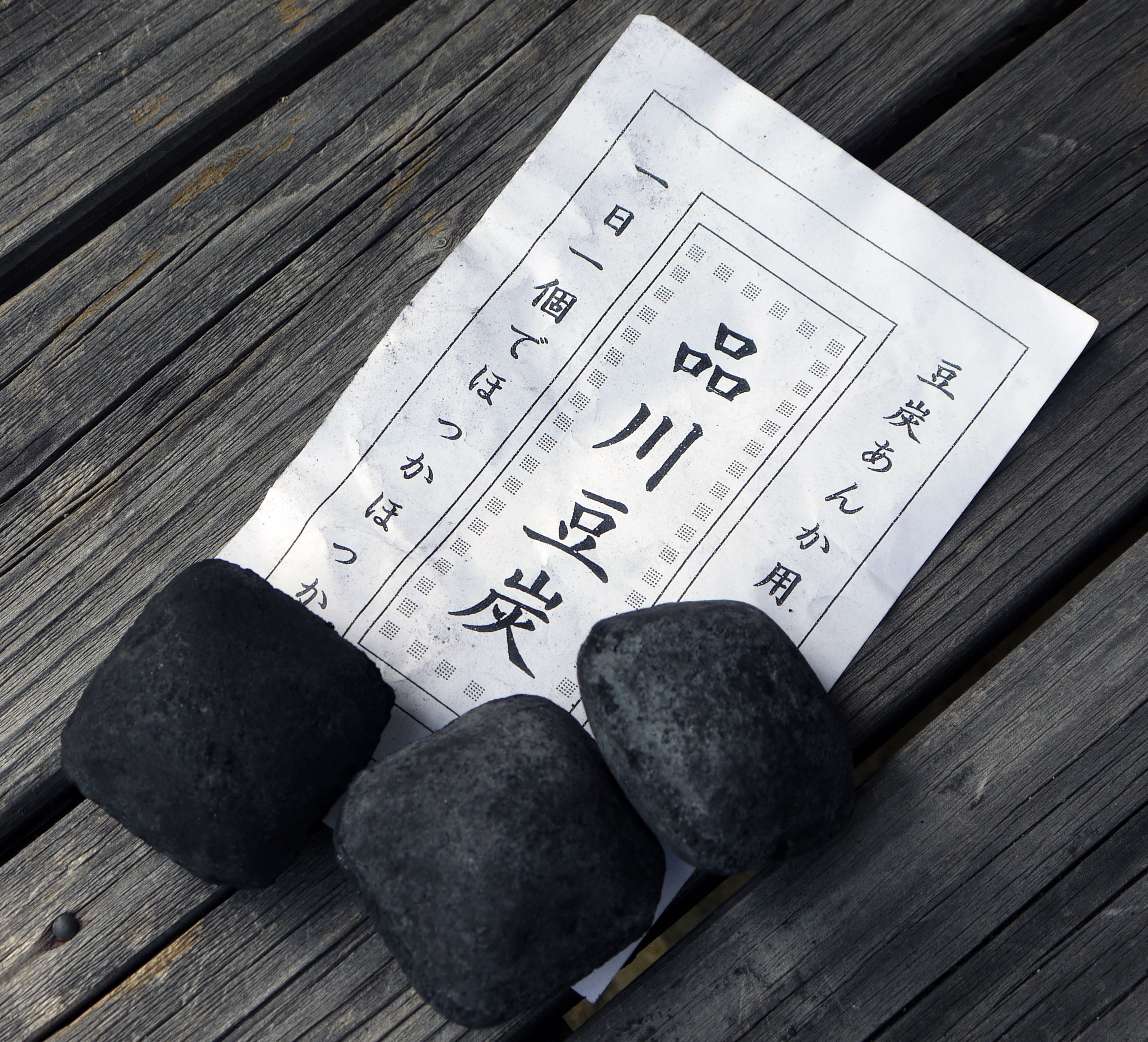
石炭やベントナイトが主原料の伝統的な豆炭

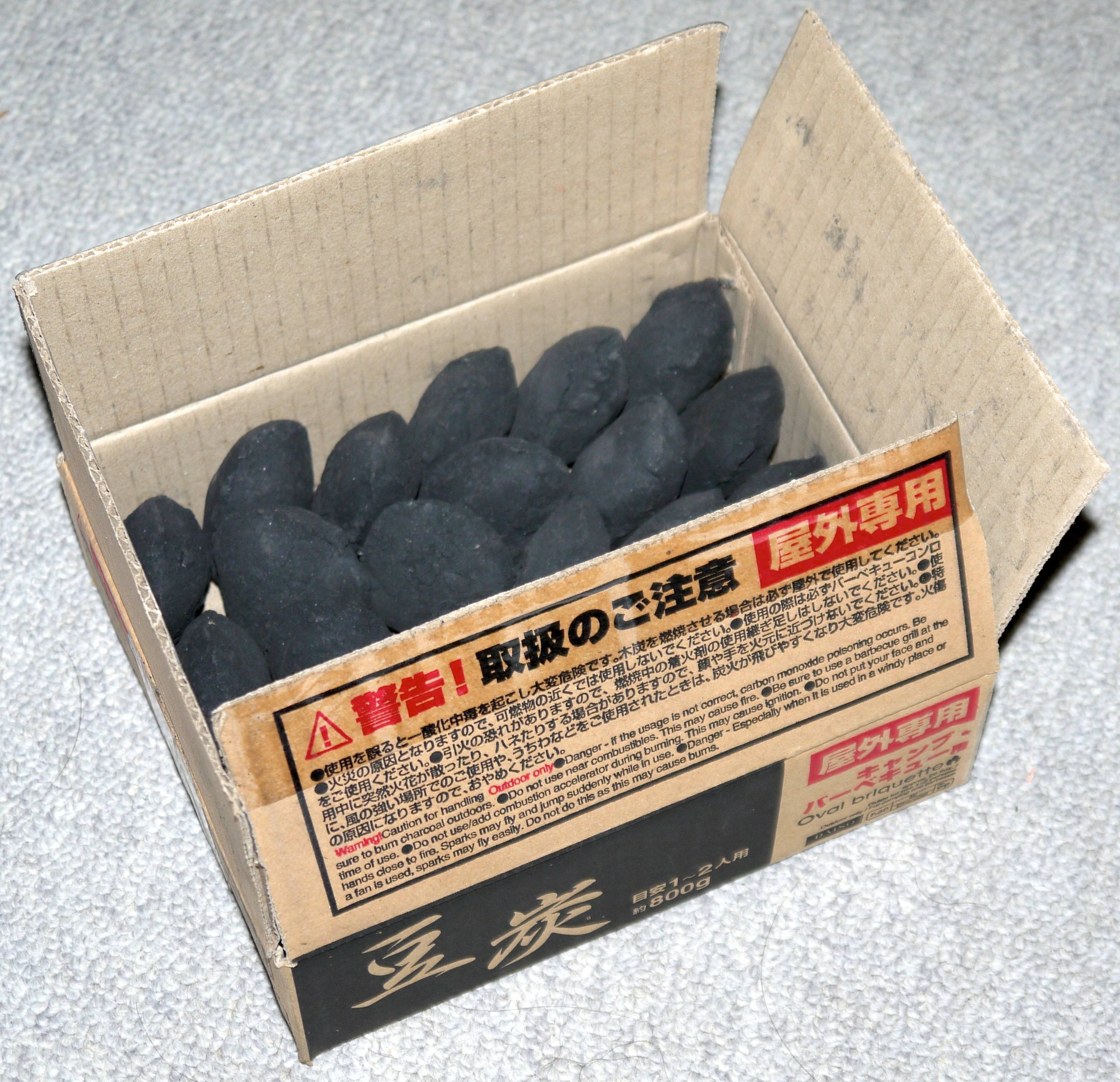
バーベキューなどに使われる木炭由来の豆炭

豆炭（まめたん）は、石炭、低温コークス、亜炭、無煙炭、木炭などの粉を混ぜ、結着剤とともに豆状に成形した日本発祥の固形燃料。

## 概要
豆炭とは、欧州の成形石炭（Coal briquette）を改良し、1920年に川澄政（ミスジ初代社長）が家庭用燃料として扱い易いように開発した。
形状は、中央に厚みと丸みのある豆状の正方形で、辺長は5cm程度であり硬く重い。通常は十数種類の石炭をブレンドして製造されるが、木炭、コーライト（軟質のコークスであり、石炭の低温乾留で得られる半成コークス）などが用いられている場合もある。これらを粉末にし、消石灰やピッチ（コールタール、原油、木タールなどの蒸留時に残る固体炭素質の残留物）、ベントナイトなどを混ぜ合わせ、豆状に成型し、乾燥炉で焼成して作られる。圧縮して成形するプレス部分以外は成分配合を含め製造ラインの多くが練炭と共通の部分が多い。
豆炭を使う「豆炭炬燵」は、電力が要らず、安定した暖を長時間得ることが出来ることから、松江城を巡る「松江堀川遊覧船」など、静かな堀や川を巡る遊覧船の炬燵で使われている例も多く、人気を博している。
蒸気機関車（大井川鉄道）など、石炭でボイラーを沸かす蒸気機関では工業用の豆炭が現在も使われている場合がある。この豆炭には消臭の役割を担う成分は添加されず、ボイラー燃焼と燃料搬入を効率化させるために利用されている。家庭用燃料の豆炭とは違い、形状はそれほど整っていない。日本では工業用も「豆炭」という名称で呼ばれているが諸外国のCoal briquetteと同じものである。
近年の100円ショップやホームセンターでは、欧米で普及しているCharcoal briquetteが「豆炭」という名称で販売されていることがある。これは日本の伝統的な豆炭とは異なり、木炭粉を主原料として成型されている。木炭粉を固めたものなので、豆炭というよりむしろ炭団との一種と考えたほうが適切ではある。石炭由来のものより軽く、表面は柔らかい。燃焼時間は2時間程度でありオガ炭と似た燃焼をする。燃えかすは通常の木炭のものと似た灰が残る。

## 歴史
開発は1920年の日本であり、川澄政（ミスジ初代社長）によって開発された。
かつては火鉢や七輪やコンロで木炭のように使われ、半世紀近く生活必需品として重宝されていたが、現在は豆炭式炬燵や、豆炭あんかの燃料としての需要がほとんどである。木炭より長時間安定して燃焼する性質から、近年はダッチオーブンで上蓋の上に載せて加熱させる固形燃料の役割としても用いられて来ている。
- 1920年（大正9年） - 川澄政が発明[2]
- 1921年（大正10年）10月31日 - 川澄煉炭株式会社(現・株式会社ミスジ) 設立・販売開始（ミスジ豆炭）[2]
- 1922年（大正11年）9月 - 株式会社十全商会 設立・販売開始（十全豆炭）
- 1934年（昭和9年）4月 - 品川豆炭株式会社(現・シナネンホールディングス 設立・販売開始（品川豆炭）
- 1948年（昭和23年）4月 - 橋本産業株式会社 設立・販売開始（マルハ豆炭）
- 1955年（昭和30年）4月 - 三鱗無煙炭株式会社(現・ミツウロコグループホールディングス) 製造・販売開始（ミツウロコ豆炭）
- 1999年（平成11年）3月 - ミスジ、豆炭の自社製造から撤退。ミスジ豆炭はマレーシアからの輸入により販売継続[2]。
- 2013年（平成25年）6月30日 - シナネンホールディングスと橋本産業が固形燃料部門を事業統合[5]。
- 2019年（平成31年）4月1日 - シナネンホールディングスが品川豆炭をはじめとする固形燃料事業から撤退[6]。

豆炭の製造販売に関わっている上記5社は、豆炭あんかや豆炭炬燵などの関連製品の製造にも関わっており、練炭などの他の固形燃料の製造メーカーとともに日本練炭工業会を形成している。

## 燃焼時間

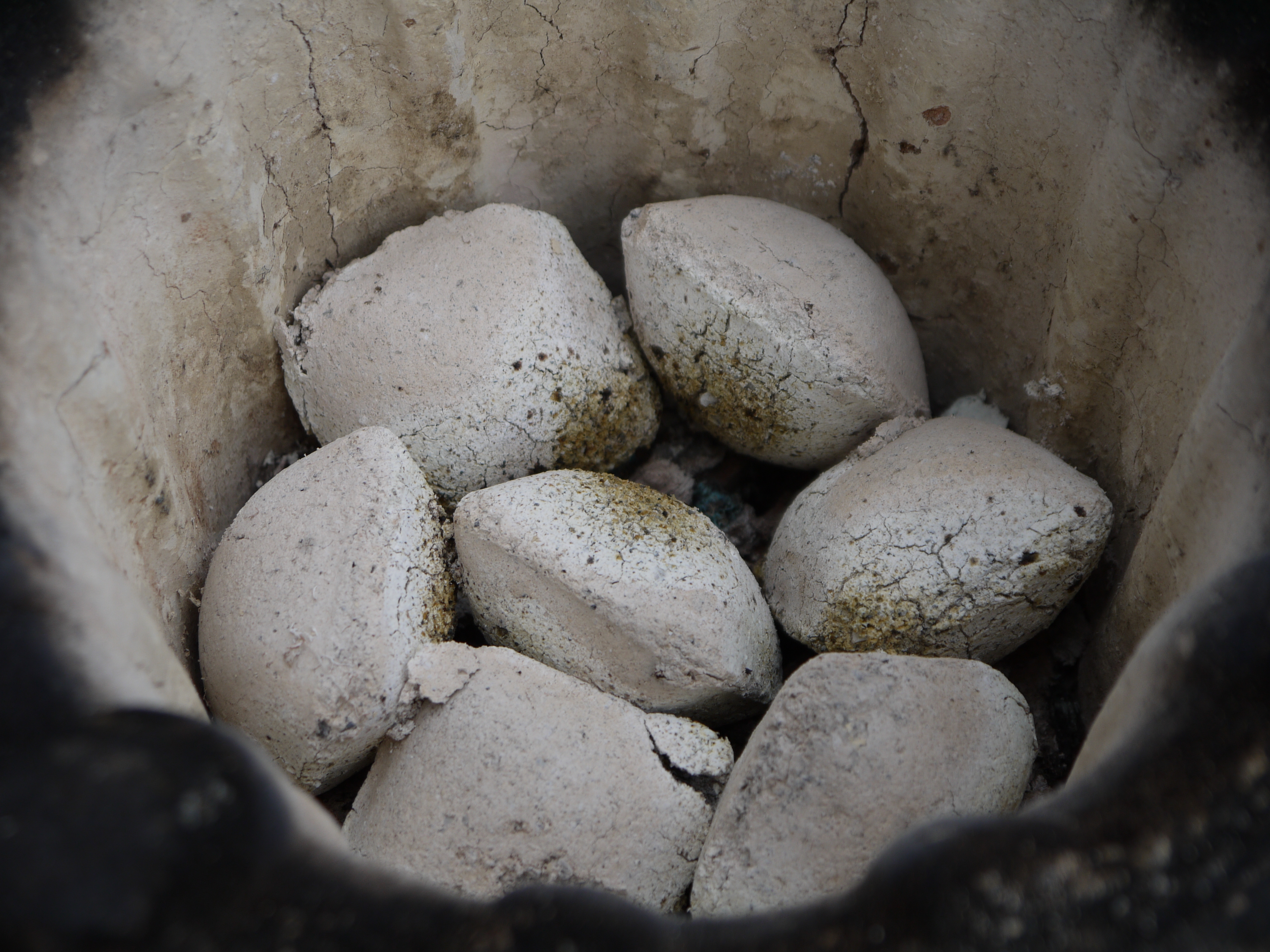
燃焼開始から数時間を経た豆炭。練炭と似た燃臭と燃焼過程を辿る

- 七輪の場合は3時間ほど、練炭コンロの場合は4〜5時間ほど、火鉢の中に入れた場合は約8時間もつ。豆炭あんかや、豆炭こたつの場合はほぼ1日もつ。

## 注意点・他の燃料との比較
- 着火剤付きでないものは火がつきにくい。着火剤付きの豆炭は簡単に着火出来るが割高である。
- 木炭と比較し、七輪など開放された環境での燃焼では、練炭と似た石炭の燃焼臭がする。かつては木炭と同様の扱いで、焼き魚にも使われていたが、現代の水準で見れば、焼きもの料理や屋内での使用には向かない。
- 燃焼時は一酸化炭素が常時発生している。このため、しばしば、一酸化炭素中毒事故がおきている（豆炭こたつの場合は、適切に用いればこたつの燃焼機に内蔵された触媒によって一酸化炭素の発生がかなり抑えられている）。豆炭あんかなどを使用する際には、事故事例が複数報告されている密閉された自動車内での使用は禁忌である[7][8]。
- 豆炭は燃焼温度が高いため、使用の都度豆炭あんかやこたつの断熱材を少しずつ毀損していく。この為、多くの製造メーカーでは1年から数年程度を目処に断熱材を定期交換することを推奨しているが[9]、断熱材が損傷したまま使用し続け、ついには筐体自体も破損してしまったことにより、豆炭こたつが火元となる火災が平成10年代初頭に10件弱が報告されていた[10]。
- 燃焼後の灰には微量ではあるが石炭由来の各種有害物質や重金属などが残っているので、庭や畑などに捨てる事は避ける。自治体によって処理の手順が違うので、担当窓口に相談し、指示に従うのが適切である。
- 1947年、都内の燃料事情が逼迫したため、泥炭（草炭）を材料にした豆炭が流通した[11]。石炭ベースの豆炭と比べ燃焼カロリーは格段に低い上、ススが出るなど扱いづらいものであった。
- 2017年、大阪府豊中市に存在した豆炭あんか工場で、昭和30年代末に働いていた元従業員のアスベストによる健康被害が国家賠償訴訟で正式に認定された[12]事より、豆炭関連製品に俄にアスベスト問題が浮上する事となった。この際、日本練炭工業会所属の大手5社は創業当時よりロックウール及びガラス繊維のみを用いており[13]、今日市場に流通する豆炭あんかや豆炭炬燵にはアスベストを使用した製品は存在しないとする声明を発表した[14]。

## 酸性雨対策
中華人民共和国の一部では今も調理用の燃料として用いられている。以前は豆炭の材料となる石炭の硫黄成分の問題により、硫黄酸化物など酸性雨の原因物質を大量に発生させるなどの問題点があった。このため、中国政府と日本のボランティアにより消石灰や籾殻などを混ぜる独自の豆炭の普及活動が行われ、酸性雨問題の軽減に役立っている。